# Grzegorz Waliński
Grzegorz Waliński (ur. 13 grudnia 1963 w Warszawie, zm. 13 lutego 2021 tamże) – polski historyk, afrykanista, tłumacz, dyplomata, ambasador w Nigerii (2002–2008).

## Życiorys
Ukończył historię na Uniwersytecie Warszawskim oraz antropologię społeczną i afrykanistykę na École des hautes études en sciences sociales w Paryżu. Był doktorem historii. Rozprawę doktorską pt. Terytorium a funkcjonowanie państwa Zulusów przed podbojem kolonialnym (1879) (promotor: Michał Tymowski) obronił na UW w 1997.
Pracował w Wydawnictwie Naukowym PWN, w Zakładzie Krajów Pozaeuropejskich Polskiej Akademii Nauk, w latach 1991–1992 w Polskim Radiu. Prowadził i organizował prace terenowe, między innymi w Afryce. Wolontariusz w misji Narodów Zjednoczonych do Bośni i Hercegowiny. Radca i naczelnik sekcji w Polskim Komitecie ds. UNESCO (1996–2001). Członek polskiej delegacji na sesje UNESCO (1996–2001). W latach 2002–2008 ambasador RP w Nigerii z siedzibą w Abudży, akredytowany dodatkowo w Beninie, Ghanie, Kamerunie i Gwinei Równikowej. Następnie związany z Dziennikiem Trybuna.
Należał do Komunistycznej Partii Polski.
Znał języki: francuski, angielski, rosyjski, afrikaans. Był członkiem założycielem Polskiego Towarzystwa Afrykańskiego oraz prezesem Polsko-Nigeryjskiego Towarzystwa Gospodarczego.
Zmarł na malarię.

## Publikacje
Przekłady
- Abdourrahmane Ba, Odkrycia młodych : encyklopedia Larousse Gallimard. Nr 28, Afryka, Warszawa : BGW, 1992, OCLC 834079265.
- Esmond Wright (red.), Historia świata: średniowiecze, renesans, Warszawa: Agencja Informacyjna, 1993, ISBN 83-85406-13-1.
- Michael Langford, Fotografowanie, Warszawa: Wiedza i Życie, 1996, ISBN 83-86805-27-7.
- Milena Ercole Pozzoli, Zamki nad Loarą, Warszawa: Pantera Books, 2007, ISBN 978-83-204-3338-8.